# Murbad
Murbad è una suddivisione dell'India, classificata come census town, di 15.823 abitanti, situata nel distretto di Thane, nello stato federato del Maharashtra. In base al numero di abitanti la città rientra nella classe IV (da 10.000 a 19.999 persone).

## Geografia fisica
La città è situata a 19° 15' 0 N e 73° 24' 0 E e ha un'altitudine di 82 m s.l.m..

## Società

### Evoluzione demografica
Al censimento del 2001 la popolazione di Murbad assommava a 15.823 persone, delle quali 8.611 maschi e 7.212 femmine. I bambini di età inferiore o uguale ai sei anni assommavano a 2.422, dei quali 1.213 maschi e 1.209 femmine. Infine, coloro che erano in grado di saper almeno leggere e scrivere erano 11.559, dei quali 6.855 maschi e 4.704 femmine.